# ( )
Pour les articles homonymes, voir ( ) (homonymie).
Albums de Sigur Rós
Ágætis byrjun
(1999) Takk…
(2005)
Singles
1. Untitled #1
Sortie : 21 avril 2003

( ) est le troisième album du groupe islandais Sigur Rós, paru en 2002.
Il est composé de huit pistes. Les deux parties, comprenant quatre morceaux chacune, sont séparées par un blanc de 36 secondes (deux fois 18 secondes en référence à la piste 18 Sekúndur Fyrir Sólarupprás du premier album, Von).
Officiellement, à la sortie de l'album, les pistes n'ont pas de titres, elles se nomment par leur numéro de piste. Pour le single suivant la sortie de l'album un pseudo titre est donné à la première piste, Untitled #1 signifiant Sans titre no 1, qui sera repris par le public comme un véritable titre et qui donna leur noms aux autres pistes de l'album. Par la suite, le groupe donne à chacune des pistes une sorte de vrai nom entre eux pour plus de facilité. Ces noms seront finalement utilisés sur les différents supports sur lesquels ils apparaissent ensuite.
L'album a été enregistré dans le studio personnel du groupe, Sundlaugin, dans une piscine désaffectée de Álafoss, dans la banlieue de Reykjavik.
Les paroles des chansons sont en « vonlenska ».

## Liste des pistes
Toutes les chansons sont écrites et composées par Sigur Rós.
| 1.    | Sans titre | Untitled #1 / Vaka                           | 6:38  |
| 2.    | Sans titre | Untitled #2 / Fyrsta                         | 7:33  |
| 3.    | Sans titre | Untitled #3 / Samskeyti                      | 6:33  |
| 4.    | Sans titre | Untitled #4 / Njósnavélin / The Nothing Song | 6:56  |
| 5.    | Sans titre | Untitled #5 / Álafoss                        | 9:57  |
| 6.    | Sans titre | Untitled #6 / E-bow                          | 8:48  |
| 7.    | Sans titre | Untitled #7 / Dauðalagið                     | 12:59 |
| 8.    | Sans titre | Untitled #8 / Popplagið                      | 11:45 |
| 72:05 |            |                                              |       |

## Explication des pistes
- La première piste est connue sous l'appellation Untitled #1 ou encore Vaka, qui est le prénom de la fille de Orri Páll Dýrason.
- La deuxième piste est connue sous l'appellation Untitled #2 ou encore Fyrsta, qui signifie en islandais Premier.
- La troisième piste est connue sous l'appellation Untitled #3 ou encore Samskeyti, qui signifie en islandais Joint.
- La quatrième piste est connue sous l'appellation Untitled #4, Njósnavélin, qui signifie en islandais  La machine espionne ou encore dans le film Vanilla Sky, The Nothing Song, qui signifie en anglais La Chanson du rien.
- La cinquième piste est connue sous l'appellation Untitled #5 ou encore Álafoss, qui est le nom du lieu où a été enregistré cet album.
- La sixième piste est connue sous l'appellation Untitled #6 ou encore E-bow, qui est un archet électronique que Georg Hólm utilise sur ce titre.
- La septième piste est connue sous l'appellation Untitled #7 ou encore Dauðalagið, qui signifie en islandais La chanson de la mort.
- La huitième piste est connue sous l'appellation Untitled #8 ou encore Popplagið, qui signifie en islandais La chanson pop. Chaque concert du groupe depuis 2002 se termine par ce titre.

## Supports
- CD
- Double vinyle 12"
- Coffret CD + Livre de 106 pages
- Téléchargement

## Singles

### ( )
La quatrième piste de l'album ( ) est uniquement sortie en CD promo monotitre en 2002. 

### Untitled #1
La première piste de l'album ( ) est le premier single sorti dans le commerce le 21 avril 2003. C'est sur un autocollant, de quelques supports, énumérant les pistes vidéos du DVD de l'EP que pour la première fois un pseudo-titre est associé à une des pistes de l'album, Untitled #1.
Une piste de douze minutes, divisée en trois parties, est présente sur les supports audio, il s'agit encore de pistes sans titres qui furent nommées Untitled #9. C'est une version longue et retravaillée de Untitled #1. Lors de la tournée en 2003, les parties A et B ont été jouées sur scène regroupées sous le titre Smáskífa, qui signifie en islandais Single, probablement du fait que ces pistes ont été originairement publiées dans le single Untitled #1.

#### Clip
Le clip a été réalisé par Floria Sigismondi.

#### Supports
| 1. | Sans titre                     | Untitled #1 / Vaka                                    | 6:39 |
| 2. | Sans titre                     | Untitled #9 A / Smáskífa A / Untitled #1 Remix part 1 | 4:41 |
| 3. | Sans titre                     | Untitled #9 B / Smáskífa B / Untitled #1 Remix part 2 | 2:47 |
| 4. | Sans titre                     | Untitled #9 C / Untitled #1 Remix part 3              | 4:22 |
| 1. | Svefn-g-englar (DVD)           |                                                       | 9:17 |
| 2. | Viðrar Vel Til Loftárása (DVD) |                                                       | 6:59 |
| 3. | Untitled #1 (DVD)              | Vaka                                                  | 6:41 |

| 1. | Sans titre | Untitled #1 / Vaka                                    | 6:39 |
| 2. | Sans titre | Untitled #9 A / Smáskífa A / Untitled #1 Remix part 1 | 4:41 |
| 3. | Sans titre | Untitled #9 B / Smáskífa B / Untitled #1 Remix part 2 | 2:47 |
| 4. | Sans titre | Untitled #9 C / Untitled #1 Remix part 3              | 4:22 |

| A1. | Sans titre | Untitled #1 / Vaka                                    | 6:39 |
| B1. | Sans titre | Untitled #9 A / Smáskífa A / Untitled #1 Remix part 1 | 4:41 |
| B2. | Sans titre | Untitled #9 B / Smáskífa B / Untitled #1 Remix part 2 | 2:47 |
| B3. | Sans titre | Untitled #9 C / Untitled #1 Remix part 3              | 4:22 |